# إدوارد فينويك
إدوارد فينويك (بالإنجليزية: Edward Fenwick)‏ هو كاهن كاثوليكي أمريكي، ولد في 19 أغسطس 1768 في مقاطعة سانت ماري في الولايات المتحدة، وتوفي في 26 سبتمبر 1832 في ووستير في الولايات المتحدة بسبب كوليرا.